# مونینا فسبرگی
مونینا فسبرگی (نام علمی: Pteromonnina fosbergii) نام یک گونه از تیره شیرآوریان است.